# Dindori
Dindori är en stad i den indiska delstaten Madhya Pradesh, och är huvudort för ett distrikt med samma namn. Folkmängden uppgick till 21 323 invånare vid folkräkningen 2011.